# 格魯弗 (愛荷華州)
格魯弗（英語：Gruver）是一個位於美國愛荷華州埃米特縣的城市。

## 地理
格魯弗的座標為43°23′35″N 94°42′17″W / 43.39306°N 94.70472°W，而該地的平均海拔高度為397米（即1302英尺）。

## 人口
根據2010年美國人口普查的數據，格魯弗的面積為0.34平方千米，當中陸地面積為0.34平方千米，而水域面積為0.00平方千米。當地共有人口94人，而人口密度為每平方千米276人。